# Bicycle

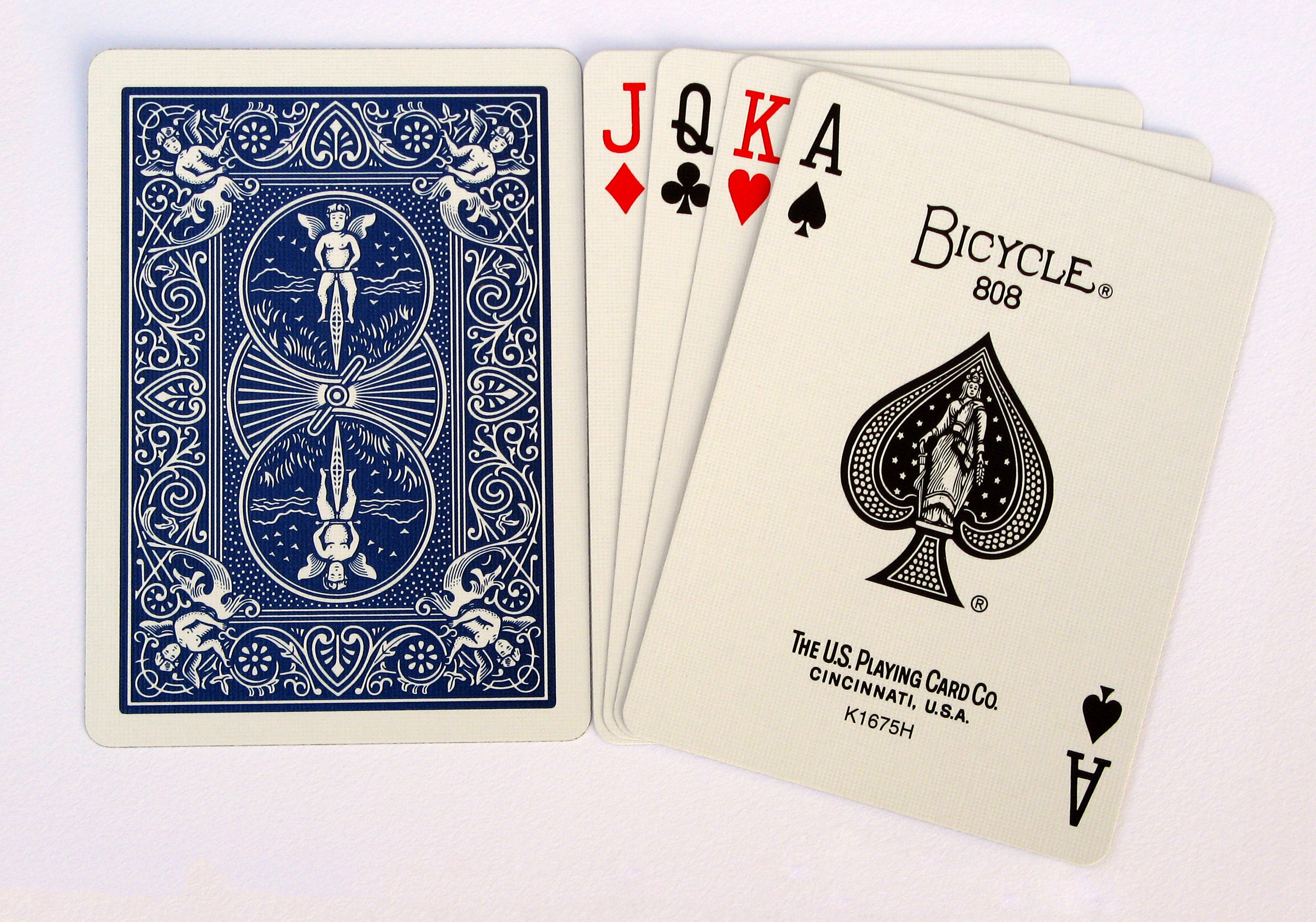
Standardowe karty Bicycle

Bicycle Guardians

Bicycle – najpopularniejsza marka kart do gry na świecie produkowana od 1885 roku przez United States Playing Card Company (przed 1894 United States Printing Company).
Karty Bicycle są popularne w kasynach, a także wśród iluzjonistów, ponieważ posiadają tak zwane „poduszki powietrzne” (air cushion finish), co ułatwia tasowanie i manipulację. Używają lub używali ich między innymi David Copperfield, David Blaine, Dynamo, Cyril Takayama i wielu innych.

## Rodzaje
Standardowa talia Bicycle składa się z 52 kart, 2 jokerów i kart informacyjnych w rozmiarze pokerowym (63 na 89 mm). Oprócz standardowej, istnieje też wiele innych odmian, między innymi:
- Bridge Size – w rozmiarze brydżowym (57 na 89 mm)
- Jumbo Index – z dużym indeksem ułatwiającym rozpoznawanie kart
- Pinochle – specjalnie do gry w binokel
- Lo Vision – z dużymi indeksami w jaskarwych kolorach
- Steampunk – w stylu steampunkowym
- Double Nine Domino – karty, którymi można grać w domino
- Prestige – oferujące większą jakość i trwałość

A także talie, z których część zysku zostaje przekazana na cele charytatywne (np. Pink Ribbon, Wounded Warrior, Alzheimer's Association) oraz różne edycje limitowane.